# Schœnbourg
Schoenbourg es una localidad y comuna francesa, situada en el departamento de Bajo Rin en la región de Alsacia.
La comuna se ubica en los límites  del Parque natural regional de los Vosgos del Norte.
Limita al sureste con Eschbourg, al sur con Pfalzweyer, al suroeste con Hangviller (Mosela), al oeste con Bust y al noroeste con Lohr.

## Demografía
| 462 | 464 | 460 | 446 | 440 | 414 |
| Para los censos de 1962 a 1999 la población legal corresponde a la población sin duplicidades (Fuente: INSEE [Consultar]) |     |     |     |     |     |